# Proctolabus chiapensis
Proctolabus chiapensis är en insektsart som beskrevs av Marius Descamps 1976. Proctolabus chiapensis ingår i släktet Proctolabus och familjen gräshoppor. Inga underarter finns listade i Catalogue of Life.